# Nikos Dendias

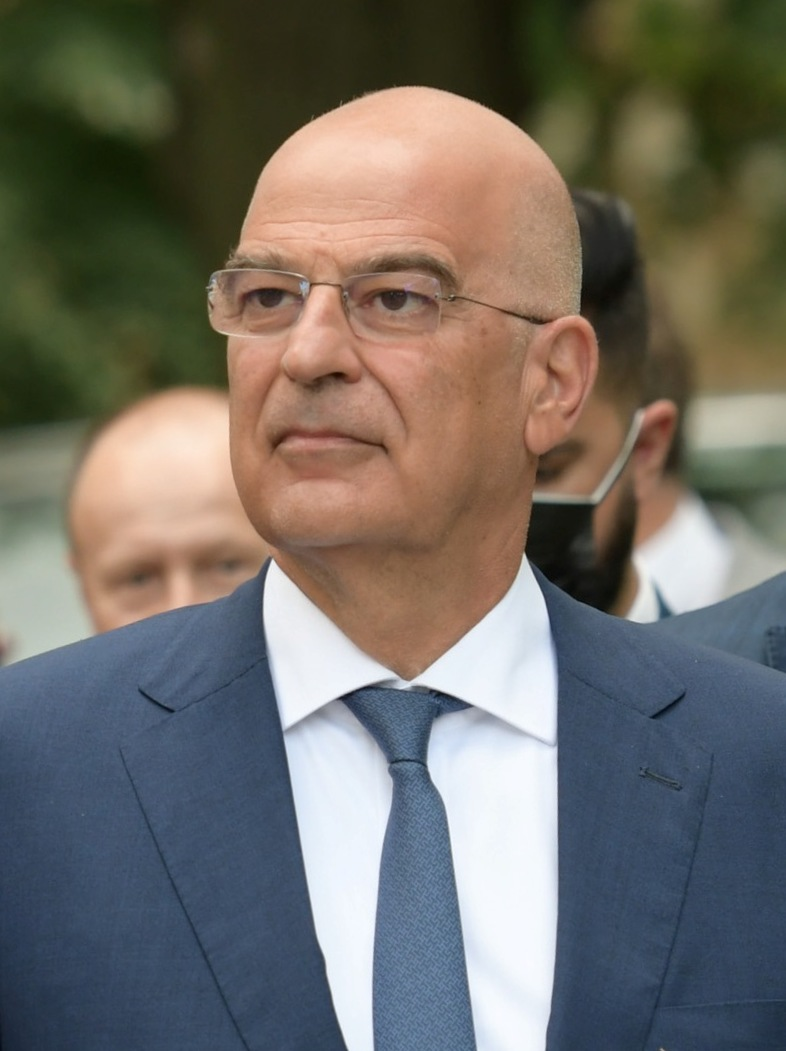
Nikos Dendias (2021)

Nikolaos-Georgios "Nikos" Dendias (griechisch Νίκος Δένδιας, * 7. Oktober 1959 in Korfu) ist ein griechischer Rechtsanwalt und Politiker. Er hatte mehrere Ministerposten inne, von 2019 bis 2023 war er Außenminister im Kabinett Kyriakos Mitsotakis I. Seit 2023 ist er Verteidigungsminister im Kabinett Kyriakos Mitsotakis II. 

## Biografie
Dendias stammt von der kleinen Insel Paxos. Er besuchte die ersten drei Klassen der Grundschule in Korfu und sodann bis 1978 das Athens College (Κολλέγιο Αθηνών). Er studierte Rechtswissenschaften an der Nationalen und Kapodistrias-Universität Athen. Nach dem Abschluss im Juni 1983 wurde er an der Universität London zugelassen, wo er Nautisches und Versicherungsrecht am University College (UCL) und Kriminologie an der London School of Economics and Political Science (LSE) studierte und 1984 den Master of Laws (LL.M.) erlangte. 1985 trat er in die Armee ein, wo er als Infanterieoffizier diente und Kurse an der Kriegshochschule besuchte. Er ist Anwalt am Obersten Gerichtshof.

## Politische Karriere
1978 schloss sich Dendias der Jugendorganisation ONNED der Partei Nea Dimokratia (ND) an. Er war auch in der Studentengewerkschaft der ND aktiv und wurde nach Kostas Karamanlis in das Leitungsgremium der Rechtswissenschaftlichen Fakultät der Universität Athen gewählt. Im Jahr 1980 wurde er in Zentrale Studentensekretariat der ONNED gewählt. Er besuchte 1980 ein Spezialseminar für höhere Parteifunktionäre von der Konrad-Adenauer-Stiftung. Im Jahr 2000 kandidierte er für einen Parlamentssitz. Bei der Wahl im März 2004 wurde er zum ersten Mal als Abgeordneter der ND in das Parlament gewählt. Im Mai 2008 wurde er stellvertretender Fraktionsvorsitzender der ND. Er war seit 2004 Mitglied der Parlamentarischen Versammlung des Europarates. Von Januar 2009 bis zu den Wahlen am 4. Oktober 2009 amtierte er als Justizminister der Regierung von Kostas Karamanlis. Im Dezember 2010 wurde Fraktionsvorsitzender der ND. Im Kabinett Samaras war er vom 21. Juni 2012 bis 10. Juni 2014 Minister für öffentliche Ordnung und Bürgerschutz, anschließend Minister für Entwicklung und Wettbewerbsfähigkeit und wurde nach dem Ausscheiden von Dimitris Avramopoulos dessen Nachfolger als Verteidigungsminister. Seit dem 9. Juli 2019 ist Dendias Außenminister im Kabinett Kyriakos Mitsotakis.
Bei den Parlamentswahlen vom 21. Mai 2023 wurde Dendias wiedergewählt. Er konnte mit 93.825 Stimmen in seinem Wahlkreis Süd-Athen griechenlandweit die meisten Stimmen auf sich vereinen.